# ایهود نتصر
 ایهود نتصر (عبری: אהוד נצר‎؛ ۱۹۳۴-۰۵ – ۲۸ اکتبر ۲۰۱۰) انسان‌شناس، معمار، و باستان‌شناس اهل اسرائیل بود.